# Icke-linjärt system

Överföringsfunktion för en fälteffekttransistor.
När drainströmmen I_{D} ligger över 3 mA är transistorn hyfsat linjär. När I_{D} går ner till 0 mA blir transistorn kraftigt olinjär.

En icke-linjär funktion eller kurva är inom matematik en sådan som inte kan dras med linjal i ett vanligt xy-diagram (koordinatsystem), därav namnet. Vissa läror kräver även att den linjära "kurvan" skall gå genom origo (y = kx) för att förtjäna namnet linjär. Andra nöjer sig med räta linjens ekvation (y = kx + m). Begreppet icke-linjär används ofta för elektroniska komponenter som inte uppvisar en ström-spännings karakteristik enligt räta linjens ekvation, till exempel halvledarkomponenter som dioder och transistorer.